# Principi Apostolorum Petro

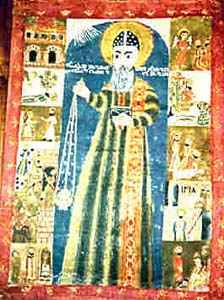
Efrem de Syriër

Principi Apostolorum Petro (Nederlands: Aan Petrus de prins der apostelen) was een encycliek van paus Benedictus XV uitgevaardigd op 5 oktober 1920, waarin het leven en werk van Efrem de Syriër centraal stond.
Deze encycliek volgde snel op Spiritus Paraclitus, een encycliek waarin het leven van Hiëronymus van Stridon centraal had gestaan. Door hun afkomst (beiden kwamen uit Syrië) en hun grote kennis van de Heilige Schrift golden beide heiligen in de ogen van de paus als inspiratiebron, waarbij Hiëronymus een belangrijke rol speelde binnen de westerse kerk, Efrem binnen de oosterse kerk.
In de encycliek gaf Benedictus aan, dat nu de Eerste Wereldoorlog voorbij was ook de oosterse kerk zich inspanningen getroostte om de ontstane ellendige situatie te verbeteren. In zijn ogen was Efrem daarvoor de uitgelezen persoon om als voorbeeld te dienen, niet alleen door de grote kennis van de geschriften maar ook door zijn optreden, waarbij hij naastenliefde en zorg voor de minder bedeelden nastreefde. Tijdens een hongersnood had hij de rijken opgeroepen geld te geven voor de hongerigen, iets wat hem op veel waardering kwam te staan door de toewijding die hij tentoonspreidde aan zijn missie. Heel zijn leven zou Efrem zich nederig opstellen, wat bleek uit het feit, dat hij het priesterschap niet ambieerde, maar zich wel bleef inzetten voor de verkondiging van het geloof, het bestrijden van ketterijen en het op juiste wijze interpreteren van de betekenis van de Bijbel. In zijn testament riep Efrem op zijn werk voort te zetten en hem niet met pracht en praal te begraven.
De waardigheid van het ambt waarmee Petrus, de eerste paus, bekleed werd stond voor Efrem buiten discussie. Benedictus gaf aan dat in de nieuwe tijd waarin de liefde van het vaderland gescheiden werd van de liefde voor het hemelse rijk (waarbij voornamelijk het aards bestaan geprefereerd werd) weer teruggekeerd moest worden naar het spirituele leven, zoals Efrem dat in verschillende van zijn geschriften tot uitdrukking had gebracht. De rol van de kerk en paus daarbij waren essentieel, omdat ondanks alle tumult de kerk zou overleven, zoals verkondigd in Matteus 16, vers 18  “jij bent Petrus, de rots waarop ik mijn kerk zal bouwen en de poorten van het dodenrijk zullen haar niet kunnen overweldigen.” 
Benedictus XV sprak tevens de hoop uit dat op basis van de leerstellingen van Efrem met hulp van God de oosterse kerken weer zouden terugkeren onder het bestuur van de Romeinse Kerk en de paus. Als handreiking richting de oosterse kerk toonde Benedictus zich bereid Efrem de Syriër te benoemen tot kerkleraar van de Rooms-Katholieke Kerk, waarbij zijn feestdag gevierd moest worden op 18 juni.